# Emmanuel Latte Lath
Emmanuel Latte Lath (Anoumabo Marcory, 1 januari 1999) is een Ivoriaans voetballer die bij voorkeur als vleugelspeler speelt. Hij stroomde in 2016 door vanuit de jeugd van Atalanta Bergamo.

## Clubcarrière
Lath werd geboren in het Ivoriaanse Anoumalo Marcory. Als jeugdspeler kwam hij in de jeugdacademie van Atalanta Bergamo terecht. Op 13 augustus 2016 debuteerde hij onder coach Gian Piero Gasperini in de Coppa Italia tegen US Cremonese. De Ivoriaan kwam na 77 minuten het veld in voor de Argentijn Alejandro Gómez. Atalanta won in eigen huis met 3–0 van Cremonese. Acht dagen later zat Lath voor het eerst op de bank in een competitiewedstrijd tegen SS Lazio. Hij kwam echter niet in actie.